# Liste von Kirchen mit Kanzelaltären
Dies ist eine Liste von Kirchen mit Kanzelaltären.
In den lutherischen Kirchen tritt die Auslegung des Wortes Gottes (die Predigt in der Kirche) gleichberechtigt neben das Sakrament des Altars (Abendmahl). Sinnfälligen Ausdruck findet dies in der Sonderform des Kanzelaltars, der manchmal auch noch die Orgel einbezieht.

## Dänemark
- Christianskirche (Kopenhagen)

## Deutschland

### Baden-Württemberg
In Baden-Württemberg gibt es in einigen wenigen evangelischen Kirchen Kanzelaltäre.
| Ort                        |  | Kirche                   | Bild | Erbauungsjahr         | Bemerkungen                              |
| -------------------------- |  | ------------------------ | ---- | --------------------- | ---------------------------------------- |
| Türkheim bei Geislingen    |  | Sankt Vitus              |      | Um 1371 – Neubau 1771 | Kanzel über dem Altar, darüber die Orgel |
| Freudenbach bei Creglingen |  | Evangelische Pfarrkirche |      |                       |                                          |
| Karlsruhe                  |  | Christuskirche           |      | um 1900               | Kanzel auf dem Altar, darüber die Orgel  |
| Willstätt                  |  | Evangelische Kirche      |      |                       |                                          |
| Wössingen                  |  | Weinbrennerkirche        |      |                       |                                          |

### Bayern
In den ehemaligen fränkischen Markgrafschaften Ansbach und Bayreuth gibt es einige evangelische Kirchen mit Kanzelaltären, besonders in den sogenannten Markgrafenstilkirchen.
| Ort                          | Kirche                              | Bild | Erbauungszeit | Bemerkungen |
| ---------------------------- | ----------------------------------- | ---- | ------------- | --- |
| Bayreuth-St. Georgen         | Ordenskirche St. Georgen            |      | 1710/11       | Werk von Elias Räntz |
| Bayreuth-Sankt Johannis      | Evangelische Kirche St. Johannis    |      |               | |
| Castell                      | St. Johannes                        |      | 1788          | |
| Neuses bei Coburg            | St. Matthäus                        |      |               | Anordnung der Kanzel über dem Altartisch erst bei der Renovierung 1964. |
| Eckersdorf                   | St. Ägidius                         |      |               | |
| Egloffstein                  | St. Bartholomäus                    |      | 1750–1752     | Der Kanzelkorb ist von zwei Figuren gerahmt, die Moses mit den Gesetzestafeln und den Hohepriester Aaron darstellen. |
| Erlangen                     | Neustädter Kirche                   |      | 1733/1744     | Die Kanzel von Johann David Räntz wurde 1744 zu einem Kanzelaltar erweitert, für den Teile des Altars der 1743 profanierten Konkordienkirche verwendet wurden.                                                                       |
| Heilgersdorf                 | Evangelisch-lutherische Pfarrkirche |      | 1758          | |
| Konradsreuth                 | Evangelische Pfarrkirche            |      |               | |
| Lahm                         | Schlosskirche                       |      |               | |
| Marktredwitz, OT Oberredwitz | Heilig-Geist-Kirche                 |      | um 1700       | |
| Neudrossenfeld               | Dreifaltigkeitskirche               |      | um 1680       | Von Johann Georg Brenck unter Verwendung von Fragmenten eines oder mehrerer spätgotischer Flügelaltäre vom Ende des 15./Anfang des 16. Jahrhunderts geschaffen. Die Gemäldetafeln der Flügel werden Hans von Kulmbach zugeschrieben. |
| Rödelsee                     | Evangelische Bartholomäuskirche     |      |               | Kanzelwand mit Altar und Orgel |
| Sondheim vor der Rhön        | St. Michael                         |      |               | |
| Trogen                       | Evangelische Pfarrkirche            |      | 1749          | |
| Unterlauter                  | Trinitatiskirche                    |      |               | |
| Wald bei Gunzenhausen        | St. Martin und Ägidius              |      |               | Altar, Kanzel und Orgel sind übereinander angeordnet. Das Altarbild stammt von 1792. |
| Weidenberg                   | St. Michael am Gurtstein            |      | 1730/1771     | Von Elias und Johann Gabriel Räntz gefertigt, 1730 bemalt und ab 1771 von Johann Gottlieb Riedel erweitert; in den Aufbau integriert ist ein gotisches Kruzifix von etwa 1500.                                                       |
| Wirsberg                     | St. Johannes                        |      | 1744          | Freistehend im Chor; die darüber angebrachte Orgel wurde 1882 abgebrochen und durch einen Neubau auf der Westempore ersetzt. |

### Berlin
| Ortsteil           | Kirche         | Bild | Erbauungszeit   | Bemerkungen                                                      |
| ------------------ | -------------- | ---- | --------------- | ---------------------------------------------------------------- |
| Berlin-Britz       | Dorfkirche     |      | 18. Jahrhundert |                                                                  |
| Berlin-Köpenick    | St. Laurentius |      |                 | Kanzel über dem Altar, Altargemälde von Heinrich Lengerich 1840. |
| Berlin-Lübars      | Dorfkirche     |      | 18. Jahrhundert |                                                                  |
| Berlin-Müggelheim  | Dorfkirche     |      | 1803–1804       |                                                                  |
| Berlin-Schmöckwitz | Dorfkirche     |      | um 1800         |                                                                  |
| Berlin-Wittenau    | Dorfkirche     |      | 18. Jahrhundert |                                                                  |

### Brandenburg

#### Bestehende Kanzelaltäre
In Brandenburg gibt es zahlreiche Kanzelaltäre vor allem in Dorfkirchen sowie in einigen kleineren Stadtkirchen.
| Ort                          | Kirche               | Bild | Erbauungszeit | Bemerkungen |
| ---------------------------- | -------------------- | ---- | ------------- | --- |
| Altbarnim                    | Dorfkirche Altbarnim |      |               | |
| Altranft, Oderbruch          | Dorfkirche           |      |               | |
| Altwustrow, Oderbruch        | Dorfkirche           |      |               | |
| Bergholz bei Potsdam         | Dorfkirche           |      |               | |
| Blankensee bei Trebbin       | Dorfkirche           |      |               | |
| Brüssow, Uckermark           | Stadtkirche          |      |               | |
| Burg, Spreewald              | Kirche               |      |               | |
| Criewen bei Schwedt          | Dorfkirche           |      |               | |
| Demerthin                    | Dorfkirche           |      |               | |
| Derwitz bei Potsdam          | Dorfkirche           |      |               | |
| Dobberzin                    | Dorfkirche           |      |               | |
| Greiffenberg, Uckermark      | Stadtkirche          |      |               | |
| Gollwitz bei Rosenau         | Dorfkirche           |      |               | |
| Golzow, Uckermark            | Dorfkirche           |      |               | |
| Groß Schönebeck              | Immanuelkirche       |      |               | |
| Grube bei Potsdam            | Dorfkirche           |      |               | |
| Herzberg, Uckermark          | Dorfkirche           |      |               | |
| Krügersdorf                  | Dorfkirche           |      |               | |
| Langengrassau                | Dorfkirche           |      |               | |
| Lebusa                       | Dorfkirche           |      |               | |
| Legde                        | Dorfkirche           |      |               | |
| Lichterfelde, Uckermark      | Dorfkirche           |      |               | |
| Lunow bei Stolzenhagen       | Dorfkirche           |      |               | |
| Mahlenzien                   | Dorfkirche           |      |               | |
| Marxdorf                     | Dorfkirche           |      |               | |
| Müllrose                     | Stadtpfarrkirche     |      |               | |
| Niederfinow                  | Dorfkirche           |      |               | |
| Päwesin, Havelland           | Dorfkirche           |      |               | |
| Potsdam, Ortsteil Babelsberg | Friedrichskirche     |      |               | |
| Riewend                      | Dorfkirche           |      |               | |
| Schönwalde-Glien             | Dorfkirche           |      | 1730er-Jahre  | Originalausstattung der 1737 eingeweihten Kirche; auf den Säulenprofilen Monogramme der Stifter Otto von Rosey („O.v.R.“, links) und Dorothea von Rosey („D.v.R.“, rechts). Am Schalldeckel das Rosey’sche Wappen. |
| Seelübbe bei Prenzlau        | Dorfkirche           |      |               | |
| Sputendorf bei Potsdam       | Dorfkirche           |      |               | |
| Tremmen, Havelland           | Dorfkirche           |      |               | |
| Wandlitz                     | Dorfkirche           |      |               | |
| Wartin                       | Dorfkirche           |      |               | |
| Wassersuppe                  | Dorfkirche           |      |               | |
| Zernitz                      | Dorfkirche           |      |               | |

#### Nicht mehr erhaltene Kanzelaltäre
In einigen Kirchen wurden die Kanzelaltäre umgebaut oder zerstört
- Dorfkirche Biesenbrow
- Stadtkirche Freyenstein
- Dom St. Marien Fürstenwalde, 1945 zerstört
- Dorfkirche Laubst, 1610 erbaut, später getrennt
- Garnisonkirche Potsdam, 1945 zerstört
- Heilig-Geist-Kirche Potsdam

### Hamburg
| Stadtteil          | Kirche          | Bild | Erbauungszeit | Bemerkungen |
| ------------------ | --------------- | ---- | ------------- | ----------- |
| Hamburg-Billwerder | St. Nikolai     |      |               |             |
| Hamburg-Niendorf   | Kirche am Markt |      |               |             |
| Hamburg-Neuenfelde | St. Pankratius  |      |               |             |

Nicht mehr bestehende Kanzelaltäre
- Bergstedter Kirche

### Hessen
In Hessen gibt es in einigen evangelischen Kirchen Kanzelaltäre.
| Ort                    | Kirche                         | Bild | Erbauungszeit      | Bemerkungen                                                                                           |  |
| ---------------------- | ------------------------------ | ---- | ------------------ | --- |  |
| Herrnhaag bei Büdingen | Evangelische Kirche            |      |                    | |  |
| Lauterbach             | Stadtkirche                    |      | 1763–1768          | |  |
| Lumda bei Grünberg     | Evangelische Kirche            |      | 1847/1848          | Empore hinter der Kanzelwand Anfang der 1930er Jahre hinzugefügt, vorhandene Orgel dorthin umgesetzt. |  |
| Schlitz                | Sandkirche                     |      |                    | |  |
| Weilburg               | Schlosskirche                  |      | 1707–1713          | |  |
| Wetzlar                | Hospitalkirche                 |      | 1763/1764          | |  |
| Wiesbaden              | Ringkirche                     |      | 1892–1894          | |  |
| Wölfersheim            | Evangelisch-reformierte Kirche |      | Weihe im Jahr 1741 | Kanzelwand                                                                                            |  |

### Mecklenburg-Vorpommern
- Kapelle Bessin
- Dorfkirche Dambeck (Bobitz)
- Kapelle Schloss Diekhof
- Dorfkirche Ganzkow
- Dorfkirche Golm (Groß Miltzow)
- Inselkirche Hiddensee
- Kirche Hohenbüssow
- Dorfkirche Hohen Luckow
- St.-Jacobi-Kirche (Kasnevitz)
- Dorfkirche Klink
- Dorfkirche Kummerow
- Dorfkirche Lütgendorf
- Dorfkirche Pragsdorf
- Kirche Putzar
- Dorfkirche Ramin
- Dorfkirche Schwarz
- Dorfkirche Vielist
- St. Trinitatis (Warlitz)
- St.-Johannes-Kirche (Zirkow)

### Niedersachsen
- Hippolit-Kirche (Amelinghausen)
- St.-Nikolai-Kirche Altenau
- St.-Petri-Kirche (Bad Bodenteich)
- Evangelisch-reformierte Kirche Göttingen
- Kirche zur Himmelspforte (Hohegeiß)
- St.-Johannis-Kirche (Hitzacker)
- St. Michaelis (Intschede)
- St. Johannes (Katlenburg)
- Dorfkirche Kirchbrak
- Paul-Gerhard-Kirche Lautenthal
- Liebfrauenkirche (Neustadt am Rübenberge)
- Kirche Schloß Ricklingen
- St.-Lucas-Kirche (Scheeßel)
- Kreuzkirche (Sehnde)
- Fabian-und-Sebastian-Kirche (Sülze)
- St.-Annen (Westen)
- St.-Marien-Kirche (Wienhausen)
- St. Johannes der Täufer (Winsen/Aller)
- St.-Trinitatis-Kirche (Wolfenbüttel)
- St.-Anna-Kirche (Zobbenitz)

### Nordrhein-Westfalen
- Evangelische Kirche Bergneustadt
- Evangelische Kirche Gummersbach-Hülsenbusch
- Evangelische Kirche Gummersbach-Lieberhausen
- St. Georg (Hattingen)
- Pauluskirche Hückeswagen
- Evangelische Dorfkirche Kirchende
- Erlöserkirche Lüdenscheid
- Evangelische Kirche Marienheide-Müllenbach
- Evangelische Stadtkirche Monschau
- Evangelische Kirche Reichshof-Eckenhagen
- Evangelische Stadtkirche Remscheid-Lennep
- Evangelische Stadtkirche Remscheid-Lüttringhausen
- Evangelische Kirche Stolberg-Zweifall
- Evangelische Kirche Wiehl-Drabenderhöhe

### Rheinland-Pfalz
- Kirche Bad Dürkheim
- Evangelische Pfarrkirche Niedermendig

### Sachsen
In Sachsen ist der Kanzelaltar der evangelischen Kirchen im dörflichen Bereich die Regel, so dass die folgende Liste nur eine Auswahl von Beispielen ist:
- Stadtkirche Brand-Erbisdorf
- Bergkirche Beucha
- Dorfkirche Bloßwitz
- Dorfkirche Bockelwitz
- Emmauskirche (Borna)
- Dorfkirche Burkhardswalde (Müglitztal)
- Kirche Crandorf
- Alte Kirche (Dresden-Klotzsche)
- Dorfkirche Elbisbach
- Dorfkirche Frankenstein
- Dorfkirche Fraureuth
- Marienkirche (Großenhain)
- Dorfkirche Gnandstein
- Dorfkirche Herzogswalde
- Dorfkirche Kleinröhrsdorf
- Marienkirche (Königstein/Sächsische Schweiz)
- Alte Peterskirche (Leipzig)
- Dorfkirche Landwüst
- Dorfkirche Lohmen (Sachsen)
- Maria am Wasser
- Evangelische Kirche Mildenau
- Dorfkirche Nassau
- St. Annen (Niederschöna)
- Stadtkirche Nossen
- Stephanuskirche (Oberlosa)
- Bergkirche Oybin
- Kirche Panitzsch
- St. Peter und Paul (Reichenbach)
- St. Bartholomäus (Röhrsdorf)
- Dorfkirche Schweikershain
- Kirche Schkeitbar
- Dorfkirche Wolteritz
- St. Michaelis (Zehren)
- Stadtkirche Zöblitz
- St. Martin (Zschopau)
- Trinitatiskirche (Zwönitz)

### Sachsen-Anhalt
In den Dorfkirchen in Sachsen-Anhalt kommt der Kanzelaltar häufig vor, so dass die folgende Liste nur eine Aufzählung von Beispielen ist:
- St. Nikolaus (Berge)
- St. Arnold (Breitungen)
- Dreifaltigkeitskirche Bülstringen (mit Orgel)
- Dorfkirche Engersen

- St. Martini (Frankleben)

- Dorfkirche Groß Möringen
- St. Bartholomäus (Halle)
- Klosterkirche Krevese
- Dorfkirche Klein Schwechten
- St. Cyriaki und Nicolai (Schwenda)
- St. Andreas (Uftrungen)
- Liebfrauenkirche (Wernigerode)
- St.-Michaelis-Kirche (Weßmar)
- Dorfkirche Wust (Wust-Fischbeck)

### Schleswig-Holstein
- Dorfkirche Breitenberg
- Katharinenkirche (Großenaspe)
- St. Peter (Krempe)
- Vicelinkirche (Neumünster)
- St.-Petri-Kirche (Ratzeburg)
- Rellinger Kirche

### Thüringen
In den Dorfkirchen von Thüringen kommt der Kanzelaltar häufig vor, daher ist die folgende Liste nur eine Aufzählung von Beispielen:
- Kirche Zum Heiligen Kreuz (Bettenhausen)
- St. Petri (Büßleben)
- St. Michaelis (Buttstädt)
- Dorfkirche Döbritz
- Andreaskirche (Erfurt)
- St. Michael (Göllingen)
- Jesuskirche (Kirschkau)
- St.-Burchardi-Kirche (Kleinmölsen)
- Dorfkirche Poxdorf
- Michaeliskirche (Rohr) (mit Orgel)
- Talkirche Schwarzburg
- Kreuzkirche (Suhl)
- St. Marien (Tegkwitz)
- St. Peter und Paul (Tiefthal)
- St. Anna (Töttleben)
- Pfarrkirche Treben
- Dorfkirche Vesser
- Stadtkirche (Waltershausen)
- Dorfkirche Weißbach
- St. Vitus (Wickerstedt)
- Dorfkirche Wohlmuthausen
- St. Blasius (Zella-Mehlis)

## Österreich
| Kärnten - Evangelische Pfarrkirche Eisentratten - Evangelische Kirche St. Ruprecht (Villach) - Evangelische Kirche Tschöran - Evangelische Kirche Wiedweg | Steiermark - Evangelische Elisabethkirche (Murau) |  |

## Polen
- Heiligkreuzkirche (Międzybórz)